# Верхняя брыжеечная артерия
Ве́рхняя брыже́ечная арте́рия (верхняя мезентериальная артерия, лат. a. mesenterica superior) — непарный кровеносный сосуд, который берет начало от брюшной аорты, отходя чуть ниже ответвления чревного ствола. Наряду с чревным стволом и нижней брыжеечной артерией является частью трёхуровневой системы кровоснабжения брюшной полости.

## Топография
У взрослого человека верхняя брыжеечная артерия (ВБА) ответвляется от передней дуги брюшной аорты на уровне нижнего края позвонка L1. Обычно ответвление на 1 см ниже чревного ствола. Первоначально артерия идёт вперёд и вниз, проходя снизу-сзади шейку поджелудочной железы и селезеночную вену. Под этой частью верхней брыжеечной артерии, между ней и аортой, расположены:
- Левая почечная вена — проходит между левой почкой и нижней полой веной (в этом месте может быть сдавлена между ВБА и брюшной аортой, что приводит к синдрому Щелкунчика).
- Третья часть двенадцатиперстной кишки, сегмент тонкой кишки (в этом месте может быть сдавлена ВБА, что приводит к синдрому верхней брыжеечной артерии).
- Крючковидный отросток поджелудочной железы — это небольшая часть поджелудочной железы, которая обходит вокруг ВБА.

Верхняя брыжеечная артерия обычно проходит слева от одноименной вены. Пройдя через шейку поджелудочной железы, она начинает отдавать свои ветви.

## Кровоснабжение
Верхняя брыжеечная артерия кровоснабжает кишечник от нижней части двенадцатиперстной кишки, две трети поперечной ободочной кишки, а также поджелудочную железу.

## Ветвление
Верхняя брыжеечная артерия отдаёт ряд ветвей:
- Нижние поджелудочно-двенадцатиперстные артерии (лат. aa. pancreaticoduodenales) направляются к двенадцатиперстной кишке и к поджелудочной железе;
- Кишечные артерии (лат. aa. intestinales) в составе 14-18 артерий формируют многочисленные анастомозы, образуя дуги, которые отдают ветви к стенке кишки;
- Подвздошно-ободочная артерия (лат. a. ileocolica) направляется к переходу подвздошной кишки в слепую, а также к начальной части восходящей ободочной кишки. Участвует в кровоснабжении аппендикса;
- Правая ободочная артерия (лат. a. colica dextra) кровоснабжает восходящую ободочную кишку;
- Средняя ободочная артерия (лат. a. colica media) направляется к поперечной ободочной кишке.

## Болезни
- По сравнению с другими сосудами аналогичного размера, ВБА в значительной степени избавлена от последствий атеросклероза. Это может быть связано с защитными гемодинамическими условиями.
- Острая окклюзия ВБА почти всегда приводит к ишемии кишечника и часто имеет разрушительные последствия: до 80 % окклюзий ВБА приводят к смерти[6].
- ВБА может сдавливать левую почечную вену, что приводит к синдрому щелкунчика; а так же третью (горизонтальную) часть двенадцатиперстной кишки, что приводит к синдрому верхней брыжеечной артерии